# Cercle Solleric
 (mars 2012).
Si vous disposez d'ouvrages ou d'articles de référence ou si vous connaissez des sites web de qualité traitant du thème abordé ici, merci de compléter l'article en donnant les références utiles à sa vérifiabilité et en les liant à la section « Notes et références ».
Le Cercle Solleric (en espagnol Círculo Sollerense) est une association sportive et culturelle. Il fut créé en 1899 à Sóller (île de Majorque, communauté autonome de les îles Baléares, Espagne).